# Botho von Schwerin

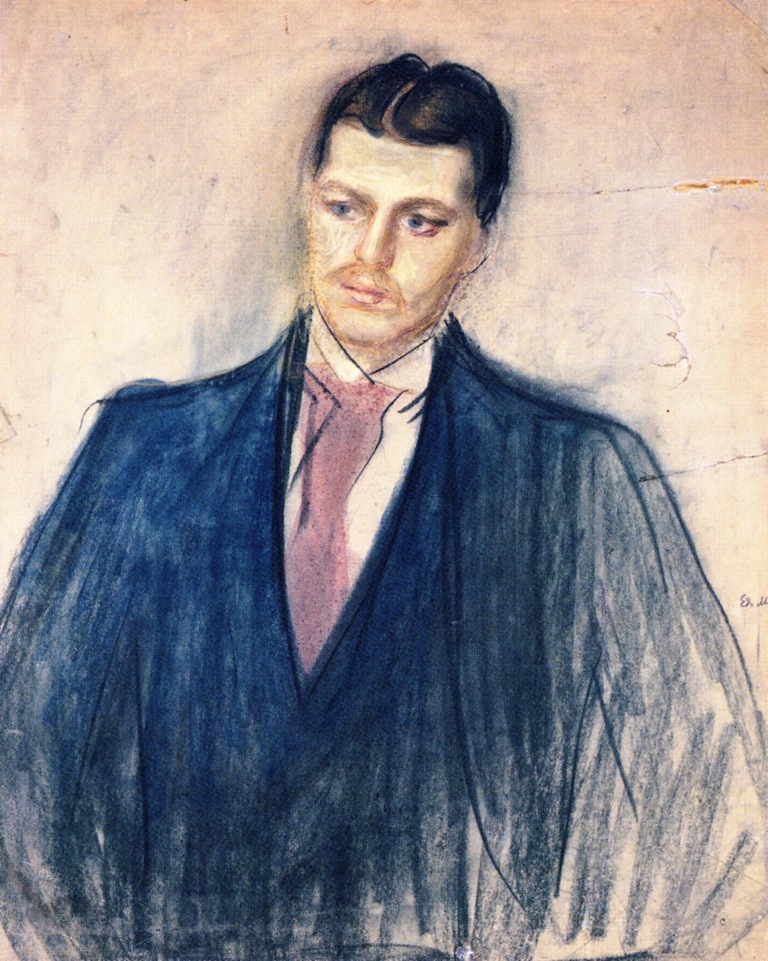
Botho von Schwerin (Edvard Munch, 1894)

Graf Botho von Schwerin (* 30. März 1866 in Wildenhoff; † 15. Februar 1917 in Berlin) war ein deutscher Elektrochemiker.
Der jüngste Sohn des Grafen Otto von Schwerin (1823–1873) auf Wildenhoff (9 km nordwestlich von Górowo Iławeckie) in Ostpreußen und dessen Ehefrau Eugenie von Borcke (1826–1904) besuchte das Königsberger Wilhelmsgymnasium, studierte auf Wunsch der Eltern die Rechte in Bonn und bestand um 1892 die juristische Doktorprüfung. Anschließend studierte er Chemie am ersten Berliner Universitätslaboratorium und begann mit Versuchen zur Elektroosmose. Er schloss sich Piloty an, mit dem er für eine Weile nach München ging, und veröffentlichte einige organisch-chemische Arbeiten in den Berichten der Deutschen Chemischen Gesellschaft.
Er forschte zur technischen Anwendung der Elektroosmose, auf die er als Erster hinweis, und Kataphorese. Er war Begründer und Vorstandsmitglied der Elektro-Osmose Aktiengesellschaft (Graf Schwerin Gesellschaft) in Berlin. Diese stand in Verbindung mit der 1921–1925 bestehenden Elektro-Osmose-Leder-AG.
Er war seit 1888 Mitglied des Corps Borussia Bonn.